# 상사화
상사화(相思花)는 수선화과에 딸린 여러해살이풀이다. 학명은 Lycoris squamigera이다. 꽃줄기의 높이는 약 60cm, 땅속의 비늘줄기는 둥글고 껍질은 흑갈색에 수염뿌리가 있으며, 잎은 넓은 선형이다. 여름에 연붉은 자줏빛의 깔때기 모양으로 된 꽃이 산형꽃차례로 피는데, 꽃덮이(화피)는 여섯 조각이다. 꽃이 필 때에는 잎은 이미 말라서 꽃과 잎이 서로 보지 못한다고 하여 상사화라 이름 지었다. 산과 들에 나는데, 한국 각지와 일본, 중국에 분포한다. 관상용으로 정원에 가꾸기도 한다. 꽃말은 이루어질 수 없는 사랑이다.

## 재배 및 관리
토질을 별로 가리지 않고 어디서든 잘 자란다. 양지에서 자라기는 하지만 햇빛이 잘 드는 반그늘에 다소 습한 듯한 곳이 좋다. 씨는 맺지 못하며 새롭게 생겨난 비늘줄기를 분구하거나 인공적으로 분구해서 번식시킨다. 원뿌리 옆에 새로 생기는 비늘줄기를 9월 하순부터 10월 초 사이에 나누어 심으면 된다.

## 문학 속의 상사화
상사화 잎은 광분하듯 무성하게 솟구친다.
빈 손아귀, 어느날 또 흔적없이 사라져버린다.
봄날의 한복판을,
뒷덜미를 덮쳤다, 놓친다.
...— 문인수.〈기린〉,《배꼽》(창비, 2008)